# Kassiber
Ein Kassiber (Rotwelsch kassiwe, aus dem Hebräischen entlehnt, letztlich auf die hebräische Wurzel כתבschreiben zurückgehend) ist eine geheimgehaltene schriftliche Mitteilung eines Gefangenen an andere Gefangene oder aus dem Gefängnis heraus an die Außenwelt. Die Nachricht kann auch in Zeichensprache statt in Schriftform gehalten sein. In Deutschland ist die Übermittlung solcher Nachrichten gemäß § 115 OWiG eine Ordnungswidrigkeit.

## Beispiele
Wegen ihres Widerstandes gegen das NS-Regime inhaftierte Kommunisten organisierten mittels Kassiber widerspruchsfreie Aussagen. Des Weiteren gelang es dem NS-Kriegsverbrecher Albert Speer in seinen 20 Jahren Haft, Kassiber von etwa 20.000 Blatt aus dem Kriegsverbrechergefängnis Spandau herausschmuggeln zu lassen. In der deutschen Rechtsgeschichte ist vor allem das Herausschmuggeln von Nachrichten der RAF-Gefangenen (bspw. durch deren Anwälte) in Stammheim unter dem Begriff Kassiber bekannt geworden.